# Apple Cider Vinegar
Apple Cider Vinegar (no Brasil: Vinagre de Maçã / em Portugal: Vinagre de Sidra) é uma série limitada de televisão via streaming australiana de 2025 publicada na Netflix. Produzida pela See-Saw Films, a série é protagonizada por Kaitlyn Dever e Alycia Debnam-Carey como a guru do bem-estar Belle Gibson e Milla Blake, respetivamente, que usam as suas plataformas para promover a medicina alternativa. Gibson engana os seus seguidores e o mundo com um falso diagnóstico de câncer, enquanto Milla convence a mãe a juntar-se a ela na fuga aos tratamentos médicos cientificamente prescritos.

## Premissa
A série segue Belle Gibson enquanto ela comete uma fraude ao fingir ter cancro para promover medicina alternativa. Gibson lança uma aplicação de receitas de bem-estar e um livro de receitas, mas rapidamente as suas mentiras são descobertas.

## Elenco
- Kaitlyn Dever como Belle Gibson[4]
- Alycia Debnam-Carey como Milla Blake (baseada em Jessica Ainscough)[5][6]
- Aisha Dee como Chanelle, amiga de Milla e assistente de Belle
- Tilda Cobham-Hervey como Lucy, doente de cancro e fã de Belle
- Mark Coles Smith como Justin Guthrie, marido de Lucy
- Ashley Zukerman como Clive, o parceiro de Belle
- Phoenix Raei como Hek, gestor de crises
- Susie Porter como Tamara, a mãe de Milla
- Matt Nable como Joe, o pai de Milla
- Catherine McClements como Julie, a editora de livros de Belle
- Essie Davis como Natalie, a mãe de Belle
- Chai Hansen como Arlo, o parceiro de Milla
- Richard Davies como Sean
- Kieran Darcy-Smith como Andrew Dal-Bello
- Doris Younane como Dr. Chidiac
- Sibylla Budd como Tara Brown
- Jeremy Stanford como Dr. Walsh
- Kate Lister como Jordan

## Episódios
| N.º na temp. | Título                                   | Dirigido por   | Escrito por      | Lançamento             |
| --- | ---------------------------------------- | -------------- | ---------------- | ---------------------- |
| 1 | "Toxic" "Tóxica" (BR)                    | Jeffrey Walker | Samantha Strauss | 6 de fevereiro de 2025 |
| Belle Gibson, uma influenciadora de bem-estar, afirma ter sobrevivido a um câncer cerebral terminal graças a uma abordagem holística. No entanto, exposições revelam que ela nunca teve câncer, desencadeando sua queda. Em 2015, Belle busca uma agência de gerenciamento de crises para salvar sua reputação e argumenta que Milla, uma ex-amiga e verdadeira sobrevivente do câncer, tem inveja dela. A narrativa alterna entre diferentes períodos: em 2013, Belle lança seu aplicativo de saúde enquanto Lucy, uma admiradora, enfrenta um câncer de mama. Em 2014, Belle publica um livro, e Chanelle, sua ex-gerente, planeja desmascará-la. Em 2010, Belle, grávida e socialmente isolada, finge ter câncer em um fórum online após receber atenção por suas postagens. Enquanto isso, Milla enfrenta uma batalha real contra o câncer e busca alternativas experimentais para evitar a amputação de seu braço. Em 2014, Chanelle tenta convencer Justin, marido de Lucy e jornalista, a investigar Belle. No final, Belle confessa a Hek, seu agente de crise, que sempre tenta ser aceita, mas nunca consegue. |                                          |                |                  |                        |
| 2 | "Clean Sheets" "Lençóis Limpos" (BR)     | Jeffrey Walker | Samantha Strauss | 6 de fevereiro de 2025 |
| Belle Gibson continua manipulando sua imagem enquanto seu passado começa a desmoronar. O Instituto Hirsch, um hospital mexicano que rejeita tratamentos convencionais, tem uma filosofia semelhante à de Belle. Em 2014, Chanelle sente culpa por ter apresentado Belle a pacientes reais e decide expô-la. Justin e Sean buscam provas de suas mentiras, analisando sua presença digital desde 2010. Belle, após dar à luz, enfrentou dificuldades financeiras e iniciou um negócio online. Ela se aproximou de Clive, um técnico de TI, e começou um caso com ele. Enquanto isso, Milla entra no Instituto Hirsch, financiado pela mãe. Em 2011, Belle assiste ao lançamento do livro de Milla e percebe sua crescente influência. No presente, Belle manipula Hek para que ele aceite seu caso. Clive começa a suspeitar dela ao lembrar que seu suposto hospital de quimioterapia não existia. Justin tenta alertar Lucy sobre Belle, mas ela resiste. Sua médica confirma que as alegações de Belle são falsas e decide ajudar na investigação. No final, Belle convence um Hek embriagado a defendê-la. |                                          |                |                  |                        |
| 3 | "Pink Dolphins" "Botos-cor-de-rosa" (BR) | Jeffrey Walker | Samantha Strauss | 6 de fevereiro de 2025 |
| Hek organiza uma entrevista para ela, mas Belle ignora seus conselhos e mente descaradamente. Em 2012, Belle trabalhou no desenvolvimento do The Whole Pantry, financiado por Clive. Durante o processo, ela perde um bebê, enquanto Milla se estabelece como influenciadora de bem-estar e lança sua marca de skincare. Em 2014, Justin e Sean investigam Belle e descobrem que ela não pagou seus colaboradores e plagiou conteúdos para seu livro. Belle força um encontro com a editora de Milla e conquista sua simpatia. Em 2013, Milla lida com a doença de sua mãe, que insiste em tratamentos alternativos. Enquanto isso, Belle e Milla concorrem a um prêmio de empreendedorismo. Belle vence e começa a intrigar Milla, que descobre evidências de suas mentiras desde a adolescência, incluindo a simulação de um ataque cardíaco e falsas alegações de leucemia. No presente, Belle mente sobre sua memória na entrevista, mas Anais confronta suas histórias ao citar sua mãe, levando Belle a um ataque de raiva e a um colapso na entrevista. |                                          |                |                  |                        |
| 4 | "Mama Aya" "Mama Aya" (BR)               | Jeffrey Walker | Anya Beyersdorf  | 6 de fevereiro de 2025 |
| Lucy busca paz em um retiro no Peru, mas enfrenta desafios físicos e psicológicos. Enquanto isso, em 2014, Chanelle e Justin continuam investigando Belle, determinada a fazê-la pagar por suas mentiras. Em 2013, Belle conquista Chanelle ao afastá-la de Milla, oferecendo-lhe um cargo de gerente. Milla começa a perceber as inconsistências na história de Belle, mas Chanelle precisa do dinheiro e ignora os alertas. Milla também enfrenta dificuldades com sua mãe, Tamara, que insiste em tratamentos alternativos para o câncer. Belle se associa à Apple e lança uma campanha para um menino com câncer, Hunter, mas sua credibilidade é questionada. Enquanto isso, Clive viaja para cuidar do pai doente, deixando Belle sobrecarregada com o filho. Em um momento de desespero, ela o tranca no quarto e, ao perceber que ele está doente, recorre ao excêntrico Dr. Phil, que a diagnostica com câncer de fígado. Milla enfrenta fracassos com sua linha de sucos e, desesperada, leva a mãe para o tratamento Hirsch no México. No mesmo dia, Belle realiza a festa de aniversário do filho, mas discute com Clive, que finalmente confronta suas mentiras. Durante a festa, Chanelle descobre que Belle nunca entregou a comida que arrecadou para Hunter e começa a suspeitar do Dr. Phil. Belle tem uma convulsão na frente do filho, enquanto Tamara desmaia ao chegar no México. Já Lucy, no Peru, percebe que sua experiência com as sanguessugas foi uma alucinação, sentindo-se renovada. |                                          |                |                  |                        |
| 5 | "Casseroles" "Caçarolas" (BR)            | Jeffrey Walker | Angela Betzien   | 6 de fevereiro de 2025 |
| Em 2015, Natalie dá uma entrevista chamando Belle de oportunista, o que a enfurece. Em 2014, após a convulsão de Belle, Chanelle descobre que Tamara morreu e tem um colapso emocional. Enquanto Clive tenta levá-la ao hospital, Belle manipula a situação para manter seu controle sobre ele. Milla, devastada pela morte da mãe, percebe que o tratamento alternativo piorou sua condição. Enquanto isso, Belle provoca Chanelle ao copiar sua tatuagem, levando Chanelle a confrontá-la sobre sua suposta doença. Belle finge emoção, mas logo após, mente ainda mais, alegando ter câncer em vários órgãos. A situação de Milla se agrava quando seu câncer se espalha e ela recebe apenas três meses de vida. Joe, seu pai, está arrasado. Enquanto isso, Julie, a editora de Belle, começa a suspeitar de suas mentiras durante uma entrevista simulada. No lançamento do livro The Whole Pantry, Belle faz um discurso bizarro e canta "Roar", de Katy Perry, enquanto Chanelle, desgostosa, sai do evento. Justin e Sean finalmente encontram a prova de que Belle desviou dinheiro arrecadado para Hunter e a confrontam por e-mail. Belle recebendo o e-mail durante um voo. Em pânico, ela grita, percebendo que sua farsa está prestes a ruir. |                                          |                |                  |                        |
| 6 | "Tapeworm" "Parasita" (BR)               | Jeffrey Walker | Samantha Strauss | 6 de fevereiro de 2025 |
| Belle marca uma entrevista prometendo ser honesta, mas mente sobre a quimioterapia. Enquanto isso, Hek, agora sóbrio há 15 dias, assiste à entrevista para alimentar seu ódio por Belle, relembrando um episódio absurdo em que ela supostamente expeliu uma tênia após beber vinagre de maçã. No funeral de Milla, Belle chega atrasada e faz uma cena, deixando todos desconfortáveis. Durante o velório, Fiona, mãe de Hunter, liga para Belle cobrando uma doação prometida, mas Belle inventa desculpas. Fiona percebe que os jornalistas estavam certos sobre a fraude. Belle tenta manipular Arlo, viúvo de Milla, mas ele a expulsa. Justin não consegue provas concretas sobre o câncer de Belle e sua matéria se concentra na fraude da caridade. Belle se vitimiza nas redes sociais e recebe apoio, mas quando usuários começam a questionar seu sistema financeiro, a maré vira contra ela. Lucy e médicos pedem provas de sua doença, levando Sean a publicar um artigo expondo suas mentiras sobre o câncer. Julie, editora de The Whole Pantry, retira os livros do mercado. Clive, apesar de tudo, decide ficar com Belle por medo de deixar seu filho sob os cuidados dela. Enquanto isso, Belle tenta invadir a sede da Apple e é expulsa. Desesperada, ela decide recomeçar em Beverly Hills e agenda uma entrevista exclusiva para 60 Minutes Australia, mas sua performance é um desastre, cheia de contradições. Justin consola Fiona, que está arrasada com o cancelamento da cirurgia de Hunter. Lucy, por sua vez, encontra um equilíbrio entre tratamentos convencionais e holísticos, agora acompanhada por Justin. |                                          |                |                  |                        |

## Produção
Samantha Strauss criou “Apple Cider Vinegar” e escreveu a série com Anya Beyersdorf]] e Angela Betzien]]. A série é baseada no livro “The Woman Who Fooled the World” (A mulher que enganou o mundo), dos jornalistas Beau Donelly e Nick Toscano. Todos os episódios são dirigidos por Jeffrey Walker, enquanto Walker e os executivos das produtoras See-Saw Films e Picking Scabs, juntamente com Dever, atuam como produtores executivos.
Em 15 de dezembro de 2023, foi anunciado que a série havia entrado em produção. A série foi filmada em Melbourne, Austrália e arredores, com financiamento garantido pela Screen Australia e VicScreen.
O trailer foi lançado em 19 de novembro de 2024. Um segundo trailer da série foi lançado em 16 de janeiro de 2025, com data de lançamento em 6 de fevereiro de 2025.

## Recepção
No site agregador de críticas Rotten Tomatoes, 79% das 43 avaliações dos críticos são positivas, com uma classificação média de 7,3/10. O consenso do site é o seguinte: “Revestindo sua história ácida com um verniz açucarado, a acusação de Apple Cider Vinegar sobre os influenciadores do óleo de cobra encontra um avatar memorável no desempenho nítido de Kaitlyn Dever." O Metacritic, que usa uma média ponderada, atribuiu à série uma pontuação de 70 de 100, com base em 25 críticos, indicando críticas ‘geralmente favoráveis’.